# La Torre de l'Estanyet
La Torre de l'Estanyet és una obra arquitectònica situada al municipi de Garrigàs, a la comarca de l'Alt Empordà, a Catalunya. Està inclosa en l'Inventari del Patrimoni Arquitectònic de Catalunya.

## Història
Es podria tractar del castell de Tonyà, que fou possessió de l'abat del monestir de Santa Maria de Roses, junt al poble de Siurana, venut pel comte Ponç Hug IV l'any 1231 i refet el 1281 pels monjos de Roses per tal de fer-hi una fortalesa.

## Descripció
El mas Moliner es troba al veïnat de Tonyà, parròquia de Siurana i terme de Garrigàs. La part més antiga destaca per la seva forma dreta de pedra treballada i escairada, de planta rectangular, gairebé quadrada, d'uns set per vuit metres, i una alçada d'entre vuit i deu metres. Resten les pedres d'una barbacana a la part superior del parament i restes d'un suport en pedra al nivell del primer pis. Hi ha espitlleres en tots els murs de la planta baixa que evidencien la fortificació. Les cantonades del murs estan fets de pedra sorrenca molt ben treballada.
El pis i la planta baixa són fetes de mur de tovot i encofrat, i acaba per cobrir-se per una teulada de doble vessant, segurament més recent. El portal d'accés és d'arc de mig punt adovellat i, damunt seu, hi ha una obertura rectangular bastida en maons, de construcció posterior. La torre es podria datar a l'època alt-medieval. Es podria tractar del castell de Tonyà, que fou possessió de l'abat del monestir de Santa Maria de Roses, junt al poble de Siurana, venut pel comte l'any 1231 i refet el 1281 pels monjos de Roses per tal de fer-hi "forciam".